# Neolepetopsidae
Neolepetopsidae — родина черевоногих молюсків ряду Patellogastropoda.

## Поширення
Поширення Neolepetopsidae включає північно-східну частину Тихого океану, західну частину Тихого океану та Серединно-Атлантичний хребет. Мешкає на значній глибині поблизу гідротермальних джерел, на китовому вусі або на трупах китів.

## Класифікація
Родина включає 12 видів у трьох родах:
- Neolepetopsis McLean, 1990[1]
  - Neolepetopsis gordensis McLean, 1990
  - Neolepetopsis densata McLean, 1990
  - Neolepetopsis nicolasensis McLean, 2008[2]
  - Neolepetopsis verruca McLean, 1990
  - Neolepetopsis occulta McLean, 1990
- Eulepetopsis McLean, 1990[1]
  - Eulepetopsis vitrea McLean, 1990
- Paralepetopsis McLean, 1990[1]
  - Paralepetopsis floridensis McLean 1990
  - Paralepetopsis clementensis McLean, 2008[2]
  - Paralepetopsis ferrugivora Warén & Bouchet, 2001[3]
  - Paralepetopsis lepichoni Warén & Bouchet, 2001[3]
  - Paralepetopsis rosemariae Beck, 1996[4]
  - Paralepetopsis sasakii Warén & Bouchet, 2009[5]
  - Paralepetopsis tunnicliffae McLean, 2008[2]